# Cucullanidae
Famille
Genres de rang inférieur
- Cucullanus
- Dichelyne

Les Cucullanidae sont une famille de nématodes chromadorés de l'ordre des Rhabditida.

## Liste des genres
- Selon BioLib (27 décembre 2024)[2] :
- Campanarougetia Le Van Hoa & Pham Ngoc Khue, 1967
- Cucullanus O. F. Müller, 1777
- Oceanicucullanus Schmidt & Kuntz, 1969

## Source
- Petter, A. J. (1995). Dichelyne moraveci n. sp., parasite de Pseudoplatystoma fasciatum et notes sur les Cucullanidae du Paraguay. Revue Suisse de Zoologie. 102(3), 769-778.